# Podium (Dolmen)

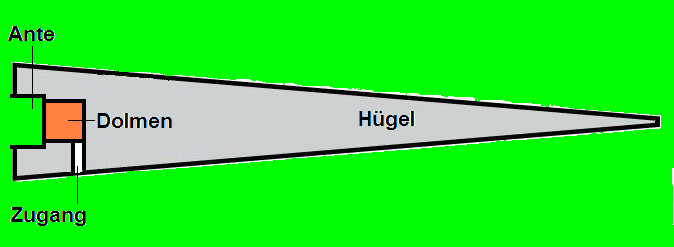
Dolmen M XII von Petit-Chasseur mit dreieckigem Podium (grau)

Das Podium oder Podest ist eine aus Steinen errichtete, selten mehr als 0,7 m hohe, mitunter sehr lange Erhöhung um einen neolithischen Dolmen, die mit polygonalen Platten belegt war und in Frankreich und der Schweiz anzutreffen ist. 
Bei den Dolmen vom Typ Aillevans ist das Podium rechteckig oder trapezoid. Möglicherweise gehört die Allée couverte von Auvernier zu diesem Typ. Bei den Dolmen vom Typ Petit-Chasseur ist das Podium dreieckig. Beide Anlagenarten sind mit der Horgener Kultur zu verbinden. 
Bei südfranzösischen Dolmen (wie Ronc Traoucat) ist der Übergang vom älteren Tumulus zum jüngeren Podium oder Podest erkennbar. Einige Dolmen wie der Dolmen von Aillevans und der von Brévilliers lagen ursprünglich in Rundhügeln und wurden zu Podiumdolmen umgebaut.